# Oberhütte
Die Oberhütte ist eine private Schutzhütte in den Schladminger Tauern im österreichischen Bundesland Salzburg. Sie liegt unmittelbar nordnordwestlich des Oberhüttensees und des Oberhüttensattels auf einer Höhe von 1869 m ü. A., etwa auf halber Strecke zwischen der Ignaz-Mattis-Hütte und dem Wintersportort Obertauern am Tauernhöhenweg, einem Teil des Zentralalpenwegs. Sie stellt damit einen alpinen Stützpunkt auf diesem Weg dar.

## Zugang und Touren
Der Aufstieg zur Hütte führt von Schladming aus in westlicher Richtung nach Forstau, dann in südlicher Richtung entlang des Forstaubachs über die Vögeialm. Von der Oberhütte aus sind verschiedene Touren und Gipfelbesteigungen möglich:
- Über das Seekarhaus von oder nach Obertauern 1½ Stunden.
- Über die Granglerhütte nach Weißpriach 2½ Stunden.
- Besteigung der Steirischen und Lungauer Kalkspitze in etwa 1½ Stunden Gehzeit.[4]

## Einzelnachweise

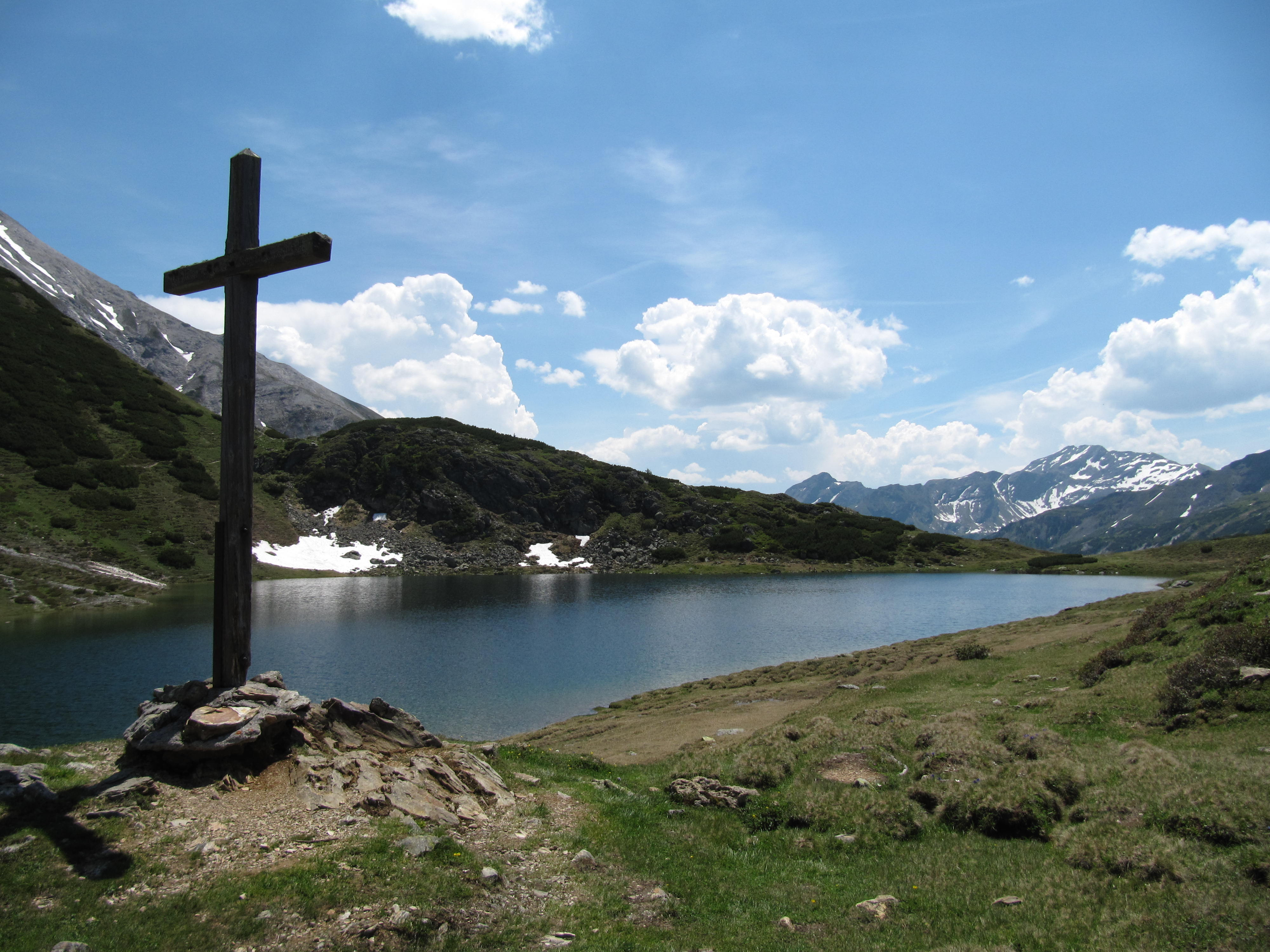
Oberhüttensee
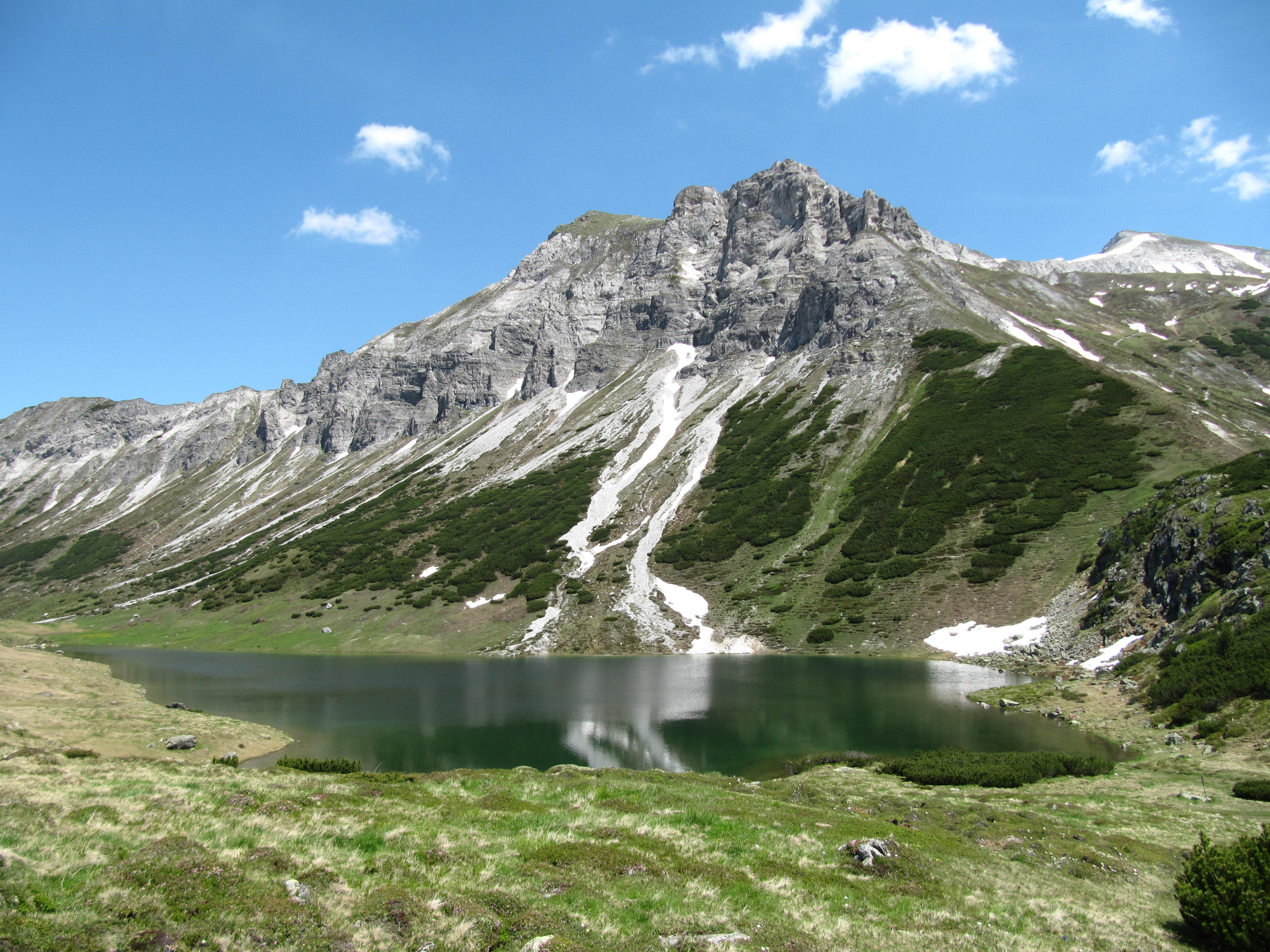
Oberhüttensee gegen Meregg und Steirische Kalkspitze
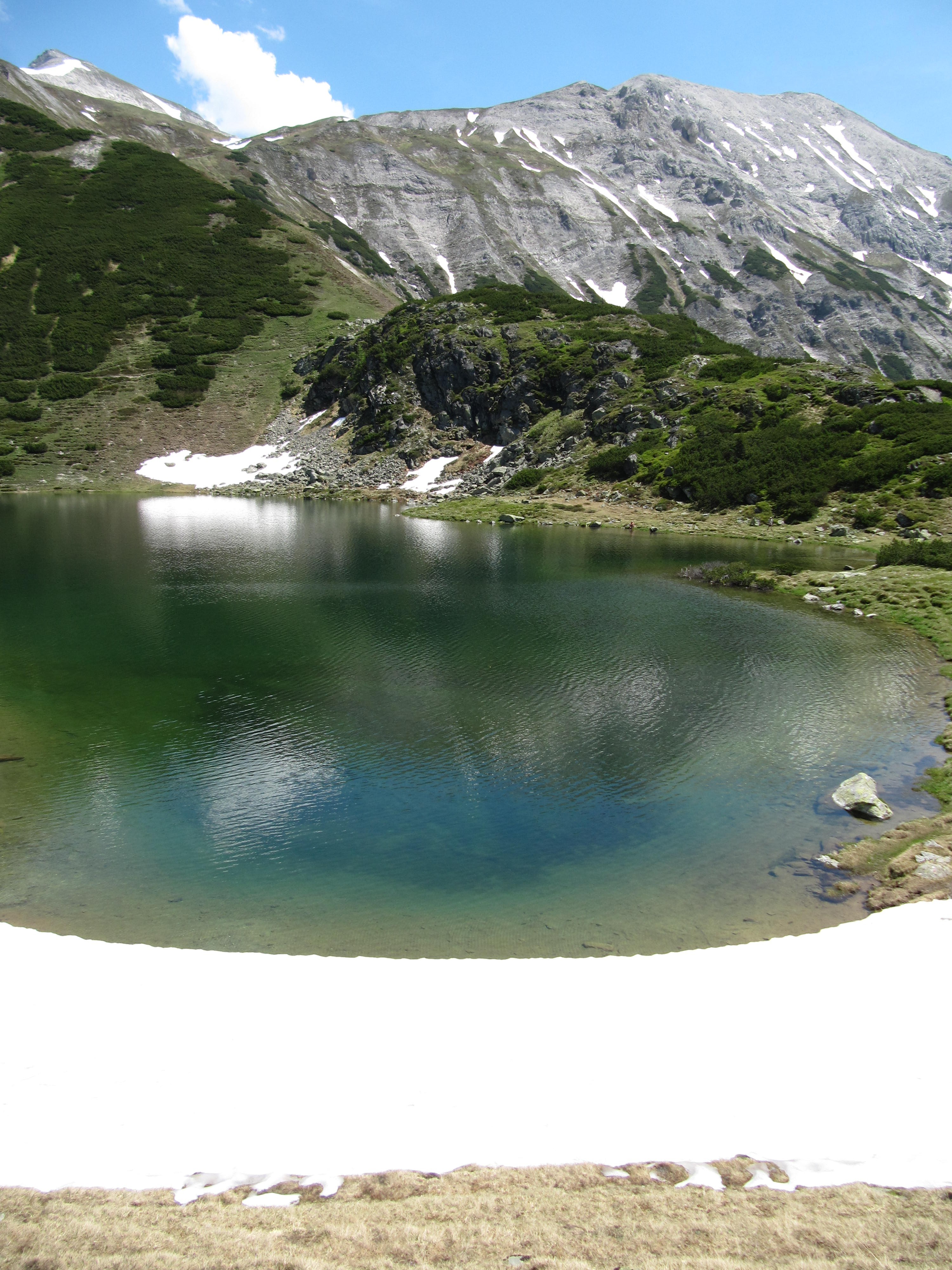
Oberhüttensee gegen Steirische und Lungauer Kalkspitze
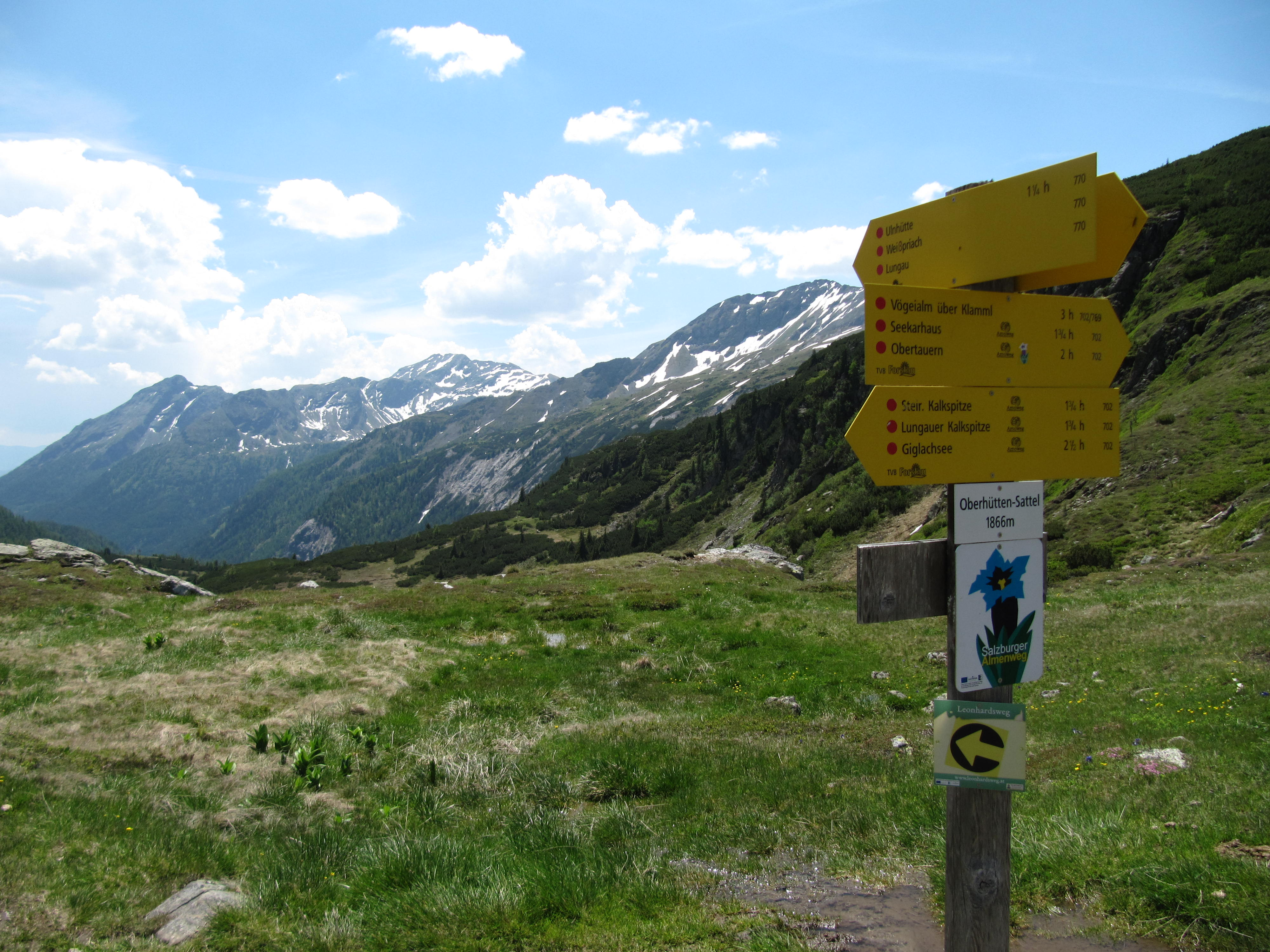
Oberhüttensattel
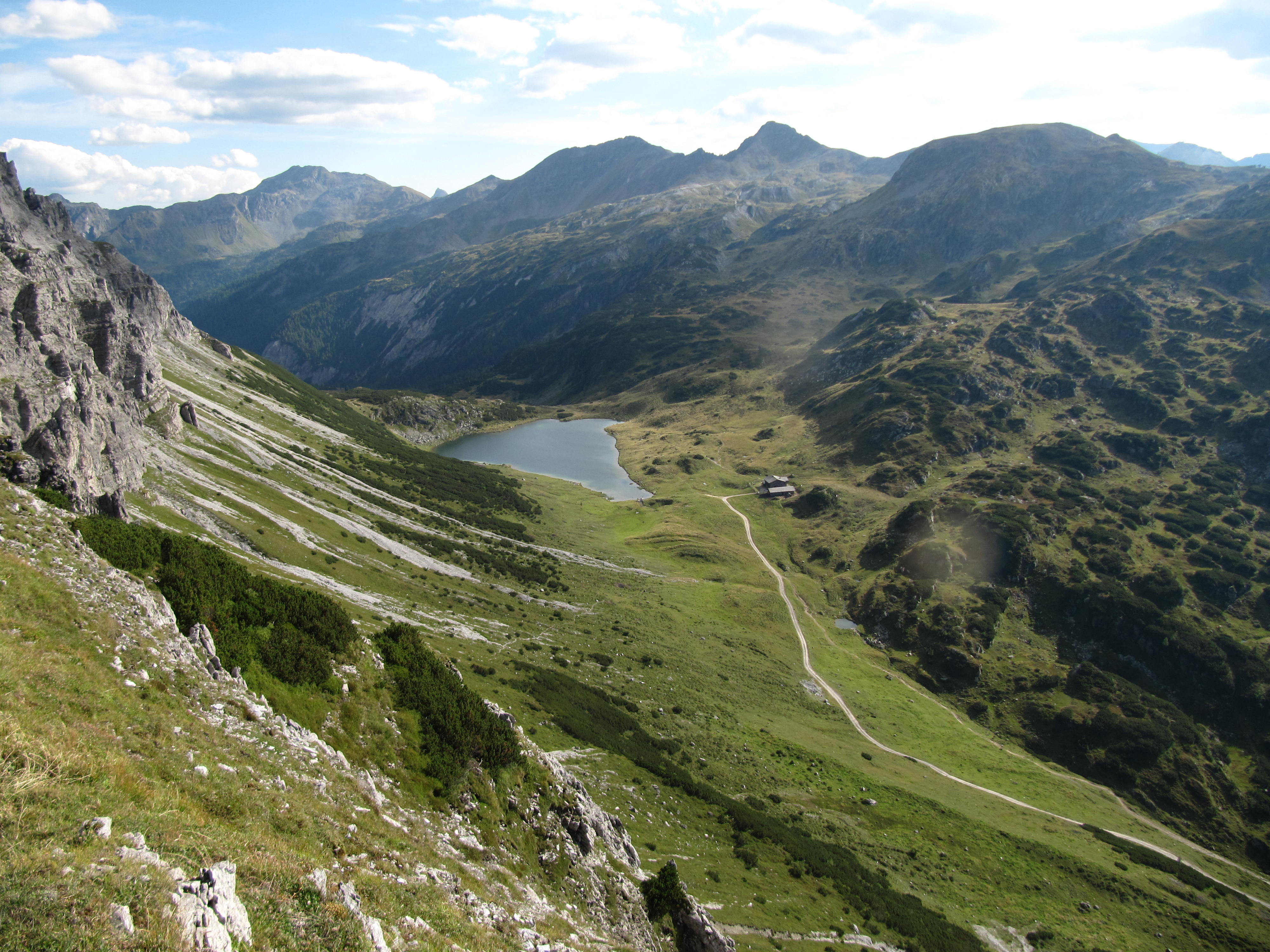
Blick vom Brotrinnl auf Oberhütte(nsee)
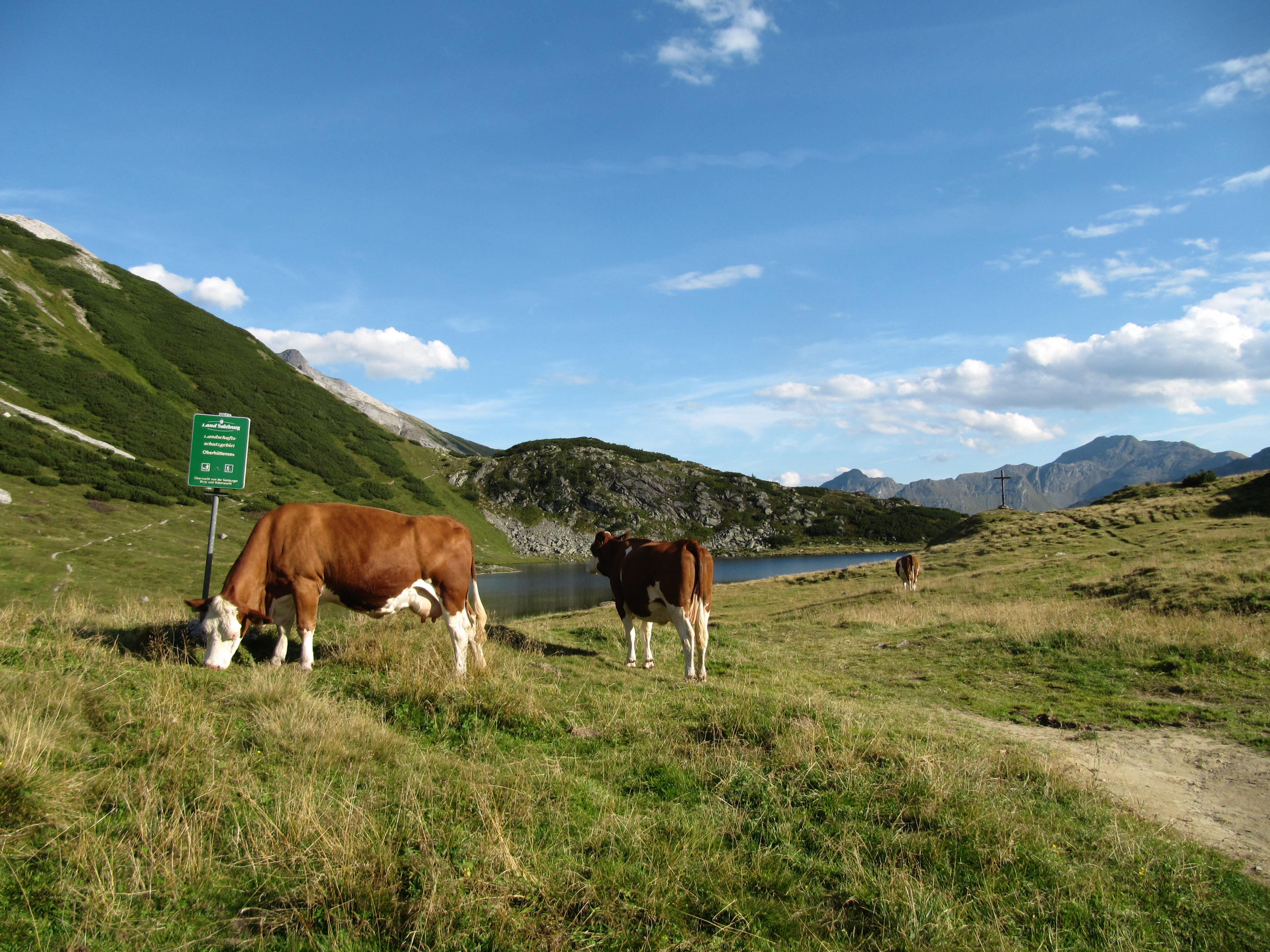
Almidylle am Oberhüttensee
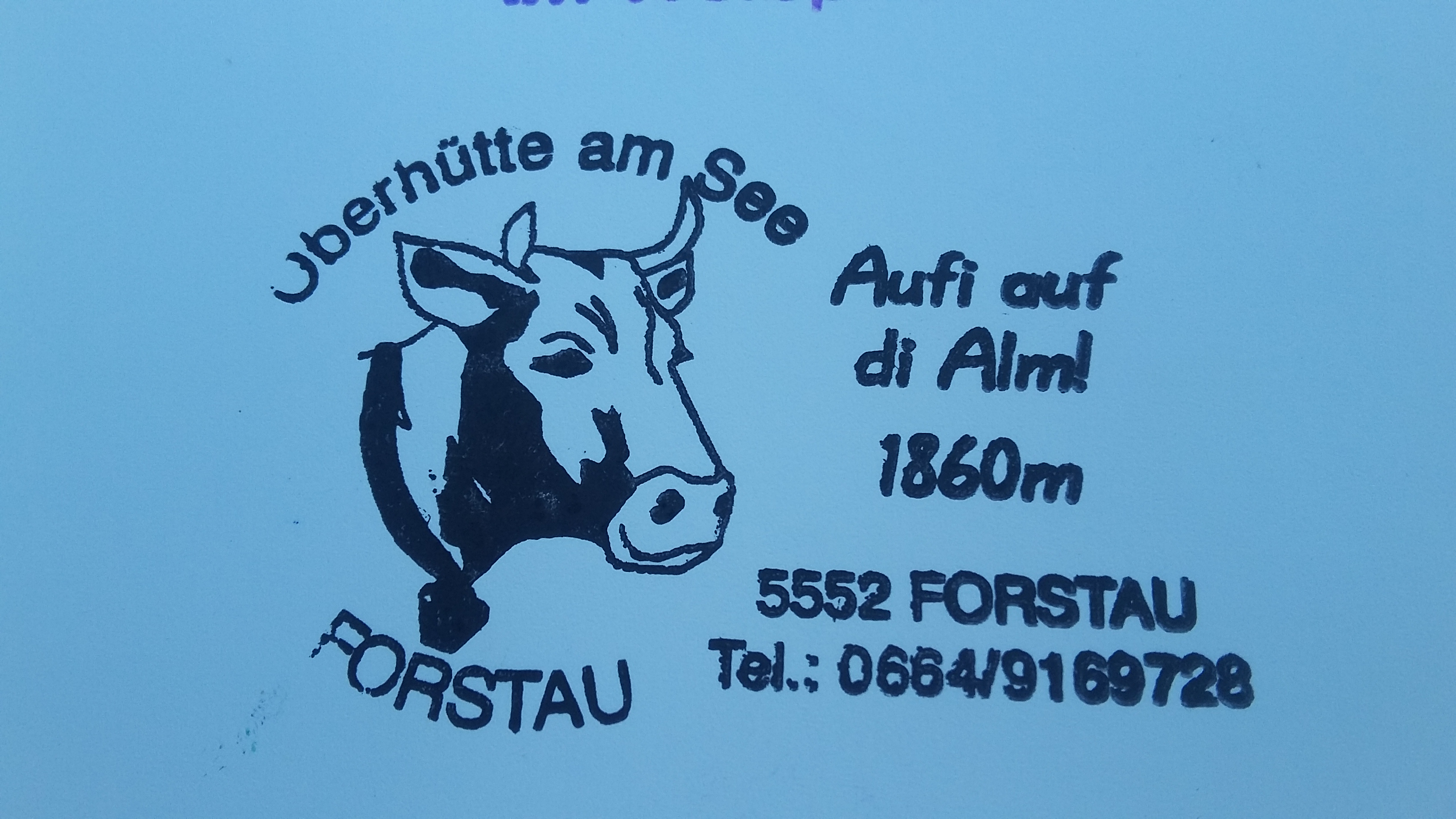
Hüttenstempel